# Nati il 20 gennaio
| Questa pagina contiene informazioni ricavate automaticamente dalle voci biografiche con l'ausilio del template Bio e di un bot. L'aggiornamento è periodico e automatico e ricostruisce completamente la pagina. Se manca una persona in questa lista, sei pregato di non aggiungerla, ma accertati piuttosto che la sua voce biografica contenga il template Bio e che i dati anagrafici siano correttamente compilati. Se il template Bio manca, inseriscilo tu stesso o, in alternativa, metti l'avviso {{tmp\|Bio}} che ne segnala la mancanza. Se i dati riportati sono sbagliati, correggi direttamente la voce biografica; le modifiche saranno visibili in questa lista entro pochi giorni. Per chiarimenti vedi il progetto biografie. La lista contiene solo le 1.271 persone che sono citate nell'enciclopedia e per le quali è stato implementato correttamente il template Bio. Pagina aggiornata al 17 ago 2025. |

## III secolo(1)
- 225 - Gordiano III, imperatore romano († 244)

## XIII secolo(1)
- 1292 - Elisabetta di Boemia, regina († 1330)

## XV secolo(5)
- 1435 - Ashikaga Yoshimasa, militare giapponese († 1490)
- 1448 - Al-Qastallani, giurista arabo († 1517)
- 1488 - Giovanni Giorgio del Monferrato, marchese († 1533)
- 1488 - Sebastian Münster, cartografo e cosmografo tedesco († 1552)
- 1499 - Sebastian Franck, umanista tedesco († 1542)

## XVI secolo(16)
- 1502 - Sebastiano Aparicio, religioso spagnolo († 1600)
- 1530 - Valentin Forster, giurista tedesco († 1608)
- 1538 - Stefano Felis, compositore italiano († 1603)
- 1553 - Bernardino de Cárdenas y Portugal, diplomatico spagnolo († 1601)
- 1554 - Gian Battista Caotorta, politico italiano († 1597)
- 1554 - Sebastiano I del Portogallo, re portoghese († 1578)
- 1560 - Johannes Christoph Harpprecht, giurista tedesco († 1639)
- 1563 - Ottavio Rinuccini, librettista e poeta italiano († 1621)
- 1565 - Lodovico delle Colombe, filosofo italiano († 1616)
- 1568 - Ventura Salimbeni, pittore e incisore italiano († 1613)
- 1573 - Alessandro di Schleswig-Holstein-Sonderburg, nobile danese († 1627)
- 1586 - Johann Hermann Schein, compositore tedesco († 1630)
- 1588 - Francesco Gessi, pittore italiano († 1649)
- 1589 - Stefano Amadei, pittore italiano († 1644)
- 1590 - Benedetta Carlini, mistica, religiosa e veggente italiana († 1661)
- 1595 - Alfonsino Gesualdo, nobile italiano († 1600)

## XVII secolo(19)
- 1603 - Federico Sforza, cardinale italiano († 1676)
- 1609 - Carlo Ceresa, pittore italiano († 1679)
- 1616 - Jerzy Sebastian Lubomirski, principe e generale polacco († 1667)
- 1622 - Antonio Sebastián de Toledo Molina y Salazar, nobile spagnolo († 1715)
- 1628 - Henry Cromwell, militare e rivoluzionario inglese († 1674)
- 1636 - Massimiliano di Hohenzollern-Sigmaringen, principe († 1689)
- 1638 - Johann Wolfgang Textor, giurista tedesco († 1701)
- 1640 - Élie Benoît, storico e teologo francese († 1728)
- 1644 - Jan Andrea Lievens, pittore e disegnatore olandese († 1680)
- 1647 - Sebastiano Cherici, compositore italiano († 1704)
- 1651 - George Wheler, religioso, viaggiatore e scrittore inglese († 1724)
- 1654 - Michiel de Swaen, retore, poeta e drammaturgo fiammingo († 1707)
- 1656 - Simone Brentana, pittore italiano († 1742)
- 1663 - Luca Carlevarijs, pittore italiano († 1730)
- 1663 - Johann Georg von Künigl, politico, militare e nobile austriaco († 1739)
- 1664 - Gian Vincenzo Gravina, letterato e giurista italiano († 1718)
- 1669 - Susanna Wesley, religiosa britannica († 1742)
- 1693 - Carlo Francesco Durini, cardinale italiano († 1769)
- 1698 - Ferdinand Julius von Troyer, cardinale e vescovo cattolico austriaco († 1758)

## XVIII secolo(52)
- 1703 - Joseph-Hector Fiocco, compositore fiammingo († 1741)
- 1706 - Federico Carlo Augusto di Lippe-Biesterfeld, conte tedesco († 1781)
- 1710 - Giuseppe Fantastici, pittore italiano († 1782)
- 1715 - Raniero Finocchietti, cardinale italiano († 1793)
- 1716 - Jean-Jacques Barthélemy, scrittore, numismatico e archeologo francese († 1795)
- 1716 - Carlo III di Spagna, sovrano († 1788)
- 1718 - Élie Fréron, giornalista e critico letterario francese († 1776)
- 1724 - Philippe Henri de Ségur, generale francese († 1801)
- 1729 - Ottavio Trento, politico italiano († 1812)
- 1729 - Giovanni de Gregorio, cardinale italiano († 1791)
- 1732 - Richard Henry Lee, politico statunitense († 1794)
- 1734 - Charles Alexandre de Calonne, politico e economista francese († 1802)
- 1734 - Robert Morris, politico statunitense († 1806)
- 1738 - Ippolito Antonio Vincenti Mareri, cardinale e arcivescovo cattolico italiano († 1811)
- 1741 - Carl von Linné jr., naturalista svedese († 1783)
- 1743 - Tommaso Napoli, storico italiano († 1825)
- 1744 - Francesco Saverio Passari, arcivescovo cattolico italiano († 1808)
- 1745 - Johann Christoph Döderlein, teologo tedesco († 1792)
- 1745 - Gavriil Petrovič Gagarin, nobile e politico russo († 1808)
- 1746 - Nicolas Léonard Tourte, archettaio francese
- 1751 - Ferdinando I di Parma, nobile italiano († 1802)
- 1752 - Jean-Baptiste Radet, commediografo francese († 1830)
- 1756 - Miguel Domínguez, politico, rivoluzionario e avvocato messicano († 1830)
- 1757 - Sebastiano Giuseppe Danna, generale italiano († 1811)
- 1758 - Marie-Anne Paulze Lavoisier, chimica e nobildonna francese († 1836)
- 1759 - Giuseppe Bertini, letterato, scrittore e compositore italiano († 1852)
- 1761 - Lothar Anselm von Gebsattel, arcivescovo cattolico, teologo e nobile tedesco († 1846)
- 1761 - Giovanni Domenico Perotti, compositore italiano († 1824)
- 1763 - George Barlow, I baronetto, diplomatico e politico britannico († 1846)
- 1769 - Anna di Ungern-Sternberg, nobildonna russa († 1846)
- 1771 - Cornelia Rossi Martinetti, nobile italiana († 1867)
- 1771 - Roman Sebastian Zängerle, vescovo cattolico tedesco († 1848)
- 1773 - Theodor von Schön, politico prussiano († 1856)
- 1773 - Henry Wellesley, I barone Cowley, nobile, politico e ambasciatore britannico († 1847)
- 1775 - André-Marie Ampère, fisico francese († 1836)
- 1778 - Louis Antoine Francois Baillon, naturalista e ornitologo francese († 1855)
- 1781 - Alessio I di Bentheim-Steinfurt, principe tedesco († 1866)
- 1782 - Giovanni d'Asburgo-Lorena, nobile e politico austriaco († 1859)
- 1782 - William Nott, ufficiale britannico († 1845)
- 1782 - Jean-Jacques de Sellon, scrittore, filantropo e collezionista d'arte svizzero († 1839)
- 1783 - Friedrich Dotzauer, violoncellista e compositore tedesco († 1860)
- 1788 - Michele De Martino, mercante italiano († 1860)
- 1790 - John Blackwall, naturalista e aracnologo britannico († 1881)
- 1790 - Nicola Covelli, mineralogista italiano († 1829)
- 1790 - Louis-Antoine Macarel, giurista e avvocato francese († 1851)
- 1790 - Luigi Pini, cornista italiano († 1848)
- 1793 - Carl von Heyden, politico e entomologo tedesco († 1866)
- 1795 - Fabio Pallavicini, diplomatico e politico italiano († 1872)
- 1795 - Frans Vervloet, pittore belga († 1872)
- 1796 - Jacques-Marie-Adrien-Césaire Mathieu, cardinale e arcivescovo cattolico francese († 1875)
- 1798 - Charles Varin, drammaturgo e librettista francese († 1869)
- 1800 - Jacob Aaron Westervelt, politico statunitense († 1879)

## XIX secolo(171)
- 1801 - Hippolyte Bayard, fotografo francese († 1887)
- 1803 - Luigi Franchi di Pont, politico italiano († 1882)
- 1804 - Jean-Jacques Altmeyer, storico belga († 1877)
- 1805 - Jessie Mann, fotografa scozzese († 1867)
- 1807 - Pierre Hippolyte Publius Renault, generale francese († 1870)
- 1807 - Francesco Sauli, diplomatico e politico italiano († 1893)
- 1809 - Sebastián Iradier, compositore spagnolo († 1865)
- 1809 - Pietro Riva, avvocato e politico italiano († 1867)
- 1810 - Luigi Filippi, arcivescovo cattolico italiano († 1881)
- 1810 - Arnold Förster, entomologo e insegnante tedesco († 1884)
- 1810 - Georg Otto von Toggenburg, politico austriaco († 1888)
- 1811 - Sigismondo Castromediano, patriota, archeologo e letterato italiano († 1895)
- 1812 - Francesco Antonio Maiorsini, arcivescovo cattolico italiano († 1893)
- 1812 - Édouard Séguin, medico francese († 1880)
- 1814 - Rodolfo Audinot, politico italiano († 1874)
- 1814 - Enrico Avigdor, politico italiano († 1871)
- 1814 - David Wilmot, politico e giudice statunitense († 1868)
- 1815 - Jérôme Galloni d'Istria, politico francese († 1890)
- 1815 - Tito Orsini, politico e avvocato italiano († 1896)
- 1818 - Hartley Webster, fotografo neozelandese († 1906)
- 1819 - Luigi Arcozzi Masino, agronomo e patriota italiano († 1899)
- 1819 - Alessandro Biagi, pianista e compositore italiano († 1884)
- 1820 - Alexandre-Émile Béguyer de Chancourtois, geologo francese († 1886)
- 1820 - Anne Clough, attivista e educatrice britannica († 1892)
- 1820 - Wilhelm Paul Corssen, filologo classico tedesco († 1875)
- 1822 - Sebastián Herrero Espinosa de los Monteros, cardinale e arcivescovo cattolico spagnolo († 1903)
- 1823 - Imre Madách, drammaturgo e scrittore ungherese († 1864)
- 1824 - Antonio Cozzolino, brigante italiano († 1870)
- 1828 - Domenico Bassetti, militare e patriota italiano († 1871)
- 1829 - Antonio Guasqui, fantino italiano († 1851)
- 1829 - John Roddam Spencer Stanhope, pittore inglese († 1908)
- 1831 - Edward Routh, matematico inglese († 1907)
- 1832 - Giuseppe De Marinis, magistrato e politico italiano († 1911)
- 1832 - Henry Heusken, diplomatico olandese († 1861)
- 1834 - Adolph Frank, chimico, ingegnere e imprenditore tedesco († 1916)
- 1836 - Francesco Valaperta, pittore italiano († 1908)
- 1837 - Francesco Pignatelli, IX principe di Strongoli, nobile e politico italiano († 1906)
- 1838 - Julius von Wiesner, botanico tedesco († 1916)
- 1839 - Carlo Melchiotti, italiano († 1917)
- 1840 - Domenico Cipolletti, matematico italiano († 1874)
- 1841 - Luigi Contarini, imprenditore e politico italiano († 1908)
- 1843 - Giulio Ascoli, matematico italiano († 1896)
- 1843 - Paul Cambon, diplomatico francese († 1924)
- 1843 - Karl Theodor von Inama-Sternegg, economista, statistico e storico austriaco († 1908)
- 1844 - Édouard Andignoux, politico francese († 1883)
- 1846 - William Dutcher, ornitologo statunitense († 1920)
- 1848 - Raimundo Fernández Villaverde, politico spagnolo († 1905)
- 1849 - Vincenzo Comi, patriota e politico italiano († 1930)
- 1849 - Maria Anna di Sassonia-Weimar-Eisenach, nobile tedesca († 1922)
- 1853 - Friedrich Siebenrock, zoologo austriaco († 1925)
- 1855 - Ludwik Solski, attore teatrale e direttore teatrale polacco († 1954)
- 1856 - Giuseppe Agnelli, bibliotecario e umanista italiano († 1940)
- 1856 - Harriot Eaton Blatch, scrittrice statunitense († 1940)
- 1856 - David Ogilvy, XI conte di Airlie, nobile e ufficiale inglese († 1900)
- 1856 - Ekaterina Šnejder, insegnante russa († 1918)
- 1857 - Vladimir Michajlovič Bechterev, neurologo e neurofisiologo russo († 1927)
- 1858 - Joseph Führer, archeologo tedesco († 1903)
- 1859 - Enrique Reig y Casanova, cardinale e arcivescovo cattolico spagnolo († 1927)
- 1861 - Sebastiano Giuseppe Locati, architetto italiano († 1939)
- 1862 - Karl von Tubeuf, micologo tedesco († 1941)
- 1865 - Federico di Waldeck e Pyrmont, sovrano tedesco († 1946)
- 1865 - Josef Fischer, ciclista su strada tedesco († 1953)
- 1865 - Yvette Guilbert, cantante, attrice e scrittrice francese († 1944)
- 1866 - Jesús Fructuoso Contreras, scultore messicano († 1902)
- 1866 - Euclides da Cunha, scrittore brasiliano († 1909)
- 1866 - Richard Le Gallienne, poeta e scrittore inglese († 1947)
- 1866 - Gaetano Magnanini, chimico italiano († 1950)
- 1868 - Emilio Caldara, politico italiano († 1942)
- 1868 - Muhammad Farid, politico egiziano († 1919)
- 1868 - Duncan McLean, calciatore scozzese († 1941)
- 1868 - Okada Keisuke, politico giapponese († 1952)
- 1868 - Dino Rondani, avvocato, politico e giornalista italiano († 1951)
- 1869 - Nikola Mandić, avvocato e politico croato († 1945)
- 1869 - Gian Maria Rastellini, pittore e politico italiano († 1927)
- 1870 - Mun Bhuridatta, monaco buddhista thailandese († 1949)
- 1870 - Guillaume Lekeu, compositore belga († 1894)
- 1870 - Fausto Salvatori, poeta e librettista italiano († 1929)
- 1872 - Julia Morgan, architetta statunitense († 1957)
- 1873 - Hōmei Iwano, scrittore giapponese († 1920)
- 1873 - Johannes Vilhelm Jensen, scrittore e poeta danese († 1950)
- 1874 - Vilko Begić, generale croato († 1946)
- 1874 - Hjalmar Johansson, nuotatore, tuffatore e lunghista svedese († 1957)
- 1875 - José León Pagano, scrittore, drammaturgo e pittore argentino († 1964)
- 1875 - Henrik Sjöberg, altista, lunghista e velocista svedese († 1905)
- 1875 - Cecil Spooner, attrice, regista e sceneggiatrice statunitense († 1953)
- 1876 - Giulio Ettore Erler, pittore italiano († 1964)
- 1876 - Józef Hofmann, pianista e compositore polacco († 1957)
- 1877 - Jean Lhermitte, neurologo francese († 1959)
- 1877 - Bernardí Martorell, architetto spagnolo († 1937)
- 1877 - Raymond Roussel, scrittore, drammaturgo e poeta francese († 1933)
- 1878 - Finlay Currie, attore e cabarettista britannico († 1968)
- 1878 - Ernest Joy, attore statunitense († 1924)
- 1878 - Francesco Spanò, poliziotto e funzionario italiano († 1949)
- 1878 - Harry Weil, sceneggiatore e attore statunitense († 1943)
- 1878 - Julius Wiesner, calciatore austriaco († 1916)
- 1879 - Clifford Hugh Douglas, ingegnere britannico († 1952)
- 1879 - Fausto Nicolini, storico, scrittore e critico letterario italiano († 1965)
- 1879 - Ruth St. Denis, ballerina e coreografa statunitense († 1968)
- 1880 - Karl Billeter, calciatore svizzero († 1930)
- 1880 - Armando Cougnet, giornalista italiano († 1959)
- 1880 - Domenico Guerri, critico letterario italiano († 1934)
- 1880 - Giuseppe Santelli, pittore italiano († 1956)
- 1880 - Max Schöne, nuotatore tedesco († 1961)
- 1880 - Ilse Twardowski-Conrat, scultrice austriaca († 1942)
- 1881 - Leon Campbell, astronomo statunitense († 1951)
- 1882 - Sebastião Leme da Silveira Cintra, cardinale e arcivescovo cattolico brasiliano († 1942)
- 1882 - Maurice Darney, astronomo francese († 1958)
- 1882 - Johnny Torrio, mafioso italiano († 1957)
- 1883 - Fillide Giorgi Levasti, pittrice italiana († 1966)
- 1883 - Enoch L. Johnson, politico e criminale statunitense († 1968)
- 1883 - Bertram Ramsay, ammiraglio britannico († 1945)
- 1884 - Carlyle Blackwell, attore, regista e sceneggiatore statunitense († 1955)
- 1884 - Abraham Merritt, giornalista e scrittore statunitense († 1943)
- 1884 - John Joseph Mitty, arcivescovo cattolico statunitense († 1961)
- 1884 - Bob Spottiswood, calciatore e allenatore di calcio inglese († 1966)
- 1885 - Ludwig Flamm, fisico austriaco († 1964)
- 1885 - Charlie Wallace, calciatore inglese († 1970)
- 1886 - Hans Abraham, sollevatore tedesco († 1963)
- 1886 - Rudi Bach, regista tedesco
- 1886 - Claude Jameson, calciatore statunitense († 1943)
- 1886 - Fabjan Kaliterna, architetto e dirigente sportivo croato († 1952)
- 1886 - Aileen Manning, attrice statunitense († 1946)
- 1886 - Giuseppe Rizzi, calciatore italiano († 1960)
- 1886 - Heikki Sammallahti, ginnasta finlandese († 1954)
- 1886 - Gabriele Santini, direttore d'orchestra italiano († 1964)
- 1886 - Plinio Trovatelli, politico italiano († 1942)
- 1887 - Antanas Merkys, politico lituano († 1955)
- 1888 - Léon Azéma, architetto francese († 1978)
- 1888 - Tryggve Gran, aviatore, esploratore e scrittore norvegese († 1980)
- 1888 - Lead Belly, cantante e chitarrista statunitense († 1949)
- 1888 - Tor Lund, ginnasta norvegese († 1972)
- 1888 - Georges Marrane, politico francese († 1976)
- 1888 - Sebastiano Timpanaro senior, saggista italiano († 1949)
- 1889 - Mae Harrington, supercentenaria statunitense († 2002)
- 1889 - Vladimir Markov, calciatore russo († 1942)
- 1889 - Alberto Ohaco, calciatore argentino († 1950)
- 1890 - Arturo Benigni, generale italiano († 1961)
- 1890 - Sebastiano Guzzi, direttore di banda e compositore italiano († 1968)
- 1891 - Riccardo Eberhardt, calciatore italiano
- 1891 - Mischa Elman, violinista statunitense († 1967)
- 1891 - Harry Hayes, calciatore argentino († 1976)
- 1891 - Livio Livi, statistico italiano († 1969)
- 1891 - Fernando Saraceni, dirigente sportivo, allenatore di calcio e calciatore italiano († 1956)
- 1892 - Giovanni Battista Campodonico, organista, compositore e presbitero italiano († 1958)
- 1892 - Branislaŭ Taraškievič, linguista e politico bielorusso († 1938)
- 1893 - Georg Åberg, triplista e lunghista svedese († 1946)
- 1893 - Percy Barton, calciatore inglese († 1961)
- 1893 - Gian Mario Beltrami, generale e aviatore italiano († 1936)
- 1893 - Matthew Boulton, attore cinematografico e attore teatrale britannico († 1962)
- 1893 - Carlo Mazzaresi, militare italiano († 1915)
- 1894 - Angiolo Gabrielli, ciclista su strada italiano († 1973)
- 1894 - Walter Piston, compositore statunitense († 1976)
- 1894 - Guglielmo Sanguinetti, medico italiano († 1954)
- 1895 - Roscoe Ates, attore statunitense († 1962)
- 1895 - Wilhelm Crisolli, generale tedesco († 1944)
- 1895 - Gábor Szegő, matematico ungherese († 1985)
- 1896 - George Burns, comico e attore statunitense († 1996)
- 1896 - Elmer Diktonius, scrittore finlandese († 1961)
- 1896 - Kim Myeong-sun, scrittrice, poetessa e attivista coreana († 1951)
- 1896 - Irene Curzon, II baronessa Ravensdale, politica inglese († 1966)
- 1896 - Rolfe Sedan, attore statunitense († 1982)
- 1897 - Gordej Ivanovič Levčenko, ammiraglio sovietico († 1981)
- 1898 - John George, attore siriano († 1968)
- 1898 - Norma Varden, attrice e pianista britannica († 1989)
- 1899 - Kenjirō Takayanagi, ingegnere giapponese († 1990)
- 1899 - Armas Toivonen, maratoneta finlandese († 1973)
- 1899 - Humphrey Ward, calciatore inglese († 1946)
- 1900 - Colin Clive, attore britannico († 1937)
- 1900 - Franz Esser, calciatore tedesco († 1982)
- 1900 - Silla Giuseppe Fortunato, ingegnere italiano († 1973)
- 1900 - Karl Hanisch, schermidore austriaco († 1957)

## XX secolo(957)
- 1901 - Louis Boyer, astronomo francese († 1999)
- 1901 - Leopoldo Cassese, storico e archivista italiano († 1960)
- 1901 - Luigi Gallino, calciatore italiano († 1979)
- 1901 - Karl Gilg, scacchista cecoslovacco († 1981)
- 1901 - Béla Rebró, calciatore e allenatore di calcio ungherese († 1970)
- 1902 - Leon Ames, attore statunitense († 1993)
- 1902 - Juan García Oliver, rivoluzionario e anarchico spagnolo († 1980)
- 1903 - Sven Backström, architetto e urbanista svedese († 1992)
- 1903 - Tommaso Besozzi, giornalista e scrittore italiano († 1964)
- 1903 - Sebastiano Calvo Martínez, presbitero spagnolo († 1936)
- 1904 - René Albrecht-Carrié, storico statunitense († 1978)
- 1904 - Genesio Bozzoni, calciatore italiano († 1961)
- 1904 - Renato Caccioppoli, matematico italiano († 1959)
- 1904 - Al Lindley, canottiere statunitense († 1951)
- 1905 - Antoine Van Winnendael, cestista belga
- 1906 - Virginia Galante Garrone, scrittrice italiana († 1998)
- 1906 - Joachim Rademacher, pallanuotista tedesco († 1970)
- 1906 - James Thompson, nuotatore scozzese († 1966)
- 1906 - Bretaigne Windust, regista e attore francese († 1960)
- 1907 - Manfred von Ardenne, fisico tedesco († 1997)
- 1907 - Philip Slone, calciatore statunitense († 2003)
- 1907 - Paula Wessely, attrice e produttrice cinematografica austriaca († 2000)
- 1908 - Etienne Fuzellier, insegnante, critico cinematografico e sceneggiatore francese († 1993)
- 1908 - Martha Norelius, nuotatrice svedese († 1955)
- 1909 - Billy Cook, allenatore di calcio e calciatore nordirlandese († 1992)
- 1909 - Carlos Delgado Chalbaud, politico e militare venezuelano († 1950)
- 1909 - Edoardo Gellner, architetto italiano († 2004)
- 1909 - Ferruccio Magnani, antifascista e partigiano italiano († 1944)
- 1909 - Carlo Rosa, calciatore italiano († 1973)
- 1909 - Mario Vinciguerra, batterista e compositore italiano († 1985)
- 1909 - Gōgen Yamaguchi, karateka e maestro di karate giapponese († 1989)
- 1910 - Joy Adamson, scrittrice, naturalista e pittrice austriaca († 1980)
- 1910 - Antigono Donati, politico italiano († 2002)
- 1910 - Helen Hoover, scrittrice statunitense († 1984)
- 1910 - Ennio Porrino, compositore italiano († 1959)
- 1911 - Alfredo Foni, calciatore e allenatore di calcio italiano († 1985)
- 1911 - Alfredo Gatti, calciatore italiano († 2002)
- 1911 - Dino Testoni, calciatore italiano
- 1911 - Jean Vercoutter, egittologo francese († 2000)
- 1913 - Silvio Bonino, calciatore argentino
- 1913 - Horst Caspar, attore tedesco († 1952)
- 1913 - Giuseppe Ciribini, ingegnere italiano († 1990)
- 1913 - Alessandro Curotto, calciatore italiano
- 1913 - Odd Frantzen, calciatore norvegese († 1977)
- 1914 - Oscar Collazo, criminale portoricano († 1994)
- 1914 - Gerald Holtom, disegnatore e pacifista britannico († 1985)
- 1914 - Vsevolod Ivanovič Romanov, russo († 1973)
- 1914 - Angelo Simontacchi, calciatore italiano
- 1914 - Stelio Teselli, militare italiano († 1939)
- 1915 - Ghulam Ishaq Khan, politico pakistano († 2006)
- 1915 - Kurt Wilhelm Marek, giornalista e scrittore tedesco († 1972)
- 1915 - Filippo Puglisi, scrittore e critico letterario italiano († 2001)
- 1915 - Francesco Tortora, vescovo cattolico italiano († 1988)
- 1915 - Masanori Yusa, nuotatore giapponese († 1975)
- 1915 - Cesare Zappulli, giornalista e politico italiano († 1984)
- 1915 - Zhao Ming, regista cinese († 1999)
- 1916 - Ernesto Giammarco, linguista e glottologo italiano († 1987)
- 1916 - Arrigo Lucchini, attore italiano († 1984)
- 1916 - Alex Nicol, attore e regista statunitense († 2001)
- 1917 - Emanuele Bettini, poeta, scrittore e pittore italiano († 2002)
- 1917 - Joe Dobson, giocatore di baseball statunitense († 1994)
- 1917 - Carlo Seganti, militare e aviatore italiano († 1942)
- 1918 - Francesco De Bartolomeis, pedagogista, critico d'arte e politico italiano († 2023)
- 1918 - Juan García Esquivel, compositore e pianista messicano († 2002)
- 1918 - David McDowell, editore statunitense († 1985)
- 1918 - Rosella Towne, attrice statunitense († 2014)
- 1919 - Silva Kaputikian, scrittrice e poetessa armena († 2006)
- 1920 - Marcos Ana, poeta spagnolo († 2016)
- 1920 - Richard Atkinson, archeologo britannico († 1994)
- 1920 - Federico Fellini, regista, sceneggiatore e fumettista italiano († 1993)
- 1920 - Vittore Fiore, giornalista e scrittore italiano († 1999)
- 1920 - Giampiero Gerosa, giornalista e scrittore italiano († 2011)
- 1920 - Sam Gibbons, politico statunitense († 2012)
- 1920 - Michael Higgins, attore statunitense († 2008)
- 1920 - DeForest Kelley, attore statunitense († 1999)
- 1920 - Koichi Tohei, artista marziale giapponese († 2011)
- 1920 - Hildegard Lächert, militare tedesca († 1995)
- 1920 - Sebastián Ontoria, calciatore spagnolo († 2004)
- 1920 - Carlo Sanna, politico italiano († 2007)
- 1920 - Thorleif Schjelderup, saltatore con gli sci norvegese († 2006)
- 1920 - Ferruccio Serafini, militare e aviatore italiano († 1943)
- 1920 - Fabian Ver, generale filippino († 1998)
- 1920 - Clint Wager, giocatore di football americano e cestista statunitense († 1996)
- 1920 - Erik Wilbek, cestista e pallamanista danese († 1986)
- 1921 - Antonio Borme, insegnante italiano († 1992)
- 1921 - Vinicio Cortese, partigiano e militare italiano († 1944)
- 1921 - Bernt Engelmann, scrittore e giornalista tedesco († 1994)
- 1921 - Enrico Gentile, cantante italiano († 2012)
- 1921 - René Paul, schermidore britannico († 2008)
- 1921 - Telmo Zarra, calciatore spagnolo († 2006)
- 1922 - Giuliano Albarello, calciatore italiano († 1981)
- 1922 - Ray Anthony, trombettista, paroliere e attore statunitense
- 1922 - Miloš Bobocký, cestista cecoslovacco († 2016)
- 1922 - Klaas Carel Faber, militare olandese († 2012)
- 1922 - John Hick, teologo, filosofo e storico britannico († 2012)
- 1922 - Vytautas Leščinskas, cestista lituano († 1977)
- 1922 - Enrico Manfredini, arcivescovo cattolico italiano († 1983)
- 1922 - Corrado Mazzari, pittore italiano († 2006)
- 1922 - Graham Stark, attore britannico († 2013)
- 1922 - Mirko Tiepolo, ciclista su strada e ciclocrossista italiano († 2016)
- 1923 - Marcel Bekaert, ciclista su strada, ciclocrossista e dirigente sportivo belga († 1992)
- 1923 - Nora Brockstedt, cantante norvegese († 2015)
- 1923 - Marcello Gigante, filologo classico, bizantinista e papirologo italiano († 2001)
- 1923 - Pëtr Ionovič Jakir, storico sovietico († 1982)
- 1923 - Rentarō Mikuni, attore e regista giapponese († 2013)
- 1923 - Antonio Ruju, pittore e poeta italiano († 2006)
- 1924 - Leo Gavero, attore italiano († 2002)
- 1924 - Sergej Vasil'evič Gippius, regista sovietico († 1981)
- 1924 - Yvonne Loriod, pianista francese († 2010)
- 1924 - Slim Whitman, cantante statunitense († 2013)
- 1924 - Werner Zehnder, calciatore e allenatore di calcio svizzero († 2011)
- 1925 - Jamiluddin Aali, poeta, saggista e giornalista pakistano († 2015)
- 1925 - Vittor Ugo Bistoni, storico e politico italiano († 1997)
- 1925 - Luigi Brambati, pittore e incisore italiano († 1983)
- 1925 - Ernesto Cardenal, poeta, presbitero e teologo nicaraguense († 2020)
- 1925 - Pierino Gelmini, presbitero italiano († 2014)
- 1925 - Eugen Gomringer, poeta e critico letterario boliviano
- 1925 - Dino Bartolo Partesano, regista e sceneggiatore italiano († 2012)
- 1925 - Silvano Pravisano, calciatore italiano († 2020)
- 1925 - Guido Stagnaro, autore televisivo, sceneggiatore e scrittore italiano († 2021)
- 1925 - Vitalij Tarasov, scacchista sovietico († 1977)
- 1926 - Ferenc Bánki, cestista e allenatore di pallacanestro ungherese († 2007)
- 1926 - Paul Meister, schermidore svizzero († 2018)
- 1926 - Patricia Neal, attrice statunitense († 2010)
- 1926 - Sandro Pontremoli, chirurgo e medico italiano († 2021)
- 1926 - David Tudor, pianista e compositore statunitense († 1996)
- 1926 - Vitalij Ivanovič Vorotnikov, politico sovietico († 2012)
- 1927 - Ronaldo Campos, musicista e ballerino peruviano († 2001)
- 1927 - Paolo Giglio, arcivescovo cattolico maltese († 2016)
- 1927 - Hovhannes Bedros XVIII Kasparian, patriarca cattolico armeno († 2011)
- 1927 - Manuel da Silva Martins, vescovo cattolico portoghese († 2017)
- 1927 - Olivier Strebelle, scultore e ceramista belga († 2017)
- 1928 - Giacomo Bellucci, compositore italiano († 2015)
- 1928 - William Berger, attore austriaco († 1993)
- 1928 - Peter Donat, attore canadese († 2018)
- 1928 - Claude Gagnière, scrittore francese († 2003)
- 1928 - Francesco Messina Denaro, mafioso italiano († 1998)
- 1928 - Yacef Saadi, politico e rivoluzionario algerino († 2021)
- 1928 - Mauro Santoni, politico italiano
- 1929 - Jimmy Cobb, batterista statunitense († 2020)
- 1929 - Arte Johnson, attore statunitense († 2019)
- 1929 - Jean-Jacques Perrey, compositore francese († 2016)
- 1929 - Fireball Roberts, pilota automobilistico statunitense († 1964)
- 1930 - Buzz Aldrin, astronauta, aviatore e ingegnere statunitense
- 1930 - Egon Bondy, scrittore e poeta ceco († 2007)
- 1930 - Oleg Daškevič, regista sovietico († 2016)
- 1930 - Raniero Gnoli, orientalista, storico delle religioni e indologo italiano († 2025)
- 1930 - Jan Nolten, ciclista su strada olandese († 2014)
- 1930 - Dick Rosenthal, cestista e dirigente sportivo statunitense († 2024)
- 1930 - Lothar Wolleh, fotografo tedesco († 1979)
- 1931 - Sawako Ariyoshi, scrittrice, drammaturga e regista teatrale giapponese († 1984)
- 1931 - Ida Blom, storica norvegese († 2016)
- 1931 - Birgit Finnilä, contralto svedese
- 1931 - David M. Lee, fisico statunitense
- 1931 - Günther Maleuda, politico tedesco († 2012)
- 1932 - Finn Alnæs, scrittore norvegese († 1991)
- 1932 - Othman Benjelloun, banchiere e imprenditore marocchino
- 1932 - Ludwik Miętta-Mikołajewicz, ex cestista, allenatore di pallacanestro e dirigente sportivo polacco
- 1932 - Roberto Zapperi, storico e scrittore italiano
- 1933 - Nicolò Amato, giurista italiano († 2021)
- 1933 - Beppe Bigazzi, dirigente d'azienda, gastronomo e giornalista italiano († 2019)
- 1933 - Gabriele De Toni, ex calciatore italiano
- 1933 - Giorgio Ferrarese, matematico italiano
- 1933 - Swede Halbrook, cestista statunitense († 1988)
- 1933 - Gérard Hernandez, attore e doppiatore spagnolo
- 1933 - Don Thompson, marciatore britannico († 2006)
- 1934 - Tom Baker, attore inglese
- 1934 - Giorgio Bassi, pilota automobilistico italiano
- 1934 - Luigi Cagnolaro, zoologo e museologo italiano († 2014)
- 1934 - Roger Guillaume, cestista francese († 2009)
- 1934 - Cesare Gussoni, arbitro di calcio italiano († 2024)
- 1934 - Giorgio Listuzzi, attore italiano († 2020)
- 1934 - Billy McAdams, calciatore nordirlandese († 2002)
- 1934 - Vittorio Russo, filologo e italianista italiano († 1997)
- 1934 - Phil Seuling, imprenditore statunitense († 1984)
- 1935 - Ugo Benelli, tenore italiano
- 1935 - Achim Benning, attore, regista teatrale e direttore artistico tedesco († 2024)
- 1935 - Bruno Fael, pittore e scultore italiano († 2015)
- 1935 - Angelo Mariani, ammiraglio italiano
- 1935 - Milt Plum, ex giocatore di football americano statunitense
- 1935 - Dorothy Provine, attrice, cantante e ballerina statunitense († 2010)
- 1935 - Antonino Scopelliti, magistrato italiano († 1991)
- 1935 - Norm Stewart, ex cestista e allenatore di pallacanestro statunitense
- 1936 - Evaldo Cabral de Mello, scrittore, storico e diplomatico brasiliano
- 1936 - Edward Feigenbaum, informatico statunitense
- 1936 - Giovanni Mariotti, scrittore, traduttore e saggista italiano
- 1936 - Giorgio Michelotti, calciatore e allenatore di calcio italiano († 2017)
- 1936 - Giorgio Morniroli, politico e chirurgo svizzero († 2017)
- 1936 - Giacomo Piperno, attore, doppiatore e direttore del doppiaggio italiano
- 1936 - Luigi Roveda, politico italiano († 2005)
- 1936 - Alfredo Sabbadin, ciclista su strada italiano († 2016)
- 1936 - Frances Shand Kydd, contessa inglese († 2004)
- 1936 - Klaus Zink, calciatore tedesco († 2024)
- 1936 - Danilo Zolo, giurista italiano († 2018)
- 1937 - Haim Hazan, cestista e allenatore di pallacanestro israeliano († 1994)
- 1937 - Bailey Howell, ex cestista statunitense
- 1937 - Jarosława Jóźwiakowska, ex altista polacca
- 1937 - Antonio Montanari, ex calciatore italiano
- 1937 - Alexandru Szabo, ex pallanuotista rumeno
- 1937 - Albert-Marie de Monléon, vescovo cattolico francese († 2019)
- 1938 - Armando Calaminici, politico italiano
- 1938 - Derek Dougan, calciatore nordirlandese († 2007)
- 1938 - Makio Hasuike, designer, architetto e imprenditore giapponese
- 1939 - Rodolfo Bellini, pilota automobilistico italiano († 2006)
- 1939 - Abdullah Ensour, politico giordano
- 1939 - François Hamon, ciclista su strada francese
- 1939 - Fabián Muñoz Centurión, calciatore paraguaiano († 2017)
- 1939 - Franco Sangermano, attore teatrale italiano
- 1939 - André Souvré, cestista francese († 2021)
- 1940 - Jana Brejchová, attrice ceca
- 1940 - Benito Di Bella, baritono italiano († 2008)
- 1940 - Erik Dyreborg, calciatore danese († 2013)
- 1940 - Carol Heiss, ex pattinatrice artistica su ghiaccio e attrice statunitense
- 1940 - Marzio Pieri, critico letterario italiano († 2019)
- 1940 - Georges Poujouly, attore e doppiatore francese († 2000)
- 1940 - Mandé Sidibé, politico maliano († 2009)
- 1940 - Anatolij Sitnikov, ingegnere sovietico († 1986)
- 1940 - Sebastiano Spoto Puleo, politico italiano
- 1940 - Özkan Sümer, calciatore e allenatore di calcio turco († 2020)
- 1940 - Pietro Torrisi, culturista e attore italiano
- 1941 - Giuseppe Arzilli, politico sammarinese († 2023)
- 1941 - Walter Branchi, compositore, musicista e scrittore italiano
- 1941 - Marylouise Burke, attrice statunitense
- 1941 - Annalisa Cima, poetessa e artista italiana († 2019)
- 1941 - Pierluigi Severi, scrittore italiano
- 1941 - Giovanni Tommaso, bassista e contrabbassista italiano
- 1942 - Linda Moulton Howe, giornalista e saggista statunitense
- 1942 - Ralph Ungermann, imprenditore e ingegnere statunitense († 2015)
- 1943 - Louis Cardiet, calciatore francese († 2020)
- 1943 - Armando Guebuza, politico mozambicano
- 1943 - Czesław Kwieciński, ex lottatore polacco
- 1944 - Margaret Avery, attrice e cantante statunitense
- 1944 - Nancy Chodorow, sociologa e psicanalista statunitense
- 1944 - José Luis Garci, regista, sceneggiatore e critico cinematografico spagnolo
- 1944 - Farhad Mehrad, cantautore, cantante e musicista iraniano († 2002)
- 1944 - Isao Okano, ex judoka giapponese
- 1944 - Renzo Sacco, politico italiano († 2023)
- 1945 - Gianni Amelio, regista e sceneggiatore italiano
- 1945 - Robert Olen Butler, scrittore statunitense
- 1945 - Momčilo Krajišnik, politico serbo († 2020)
- 1945 - Susan Rothenberg, pittrice e illustratrice statunitense († 2020)
- 1945 - Richard Sanders, lottatore statunitense († 1972)
- 1945 - Walter Steinbauer, bobbista tedesco († 1991)
- 1945 - Eric Stewart, cantante, chitarrista e produttore discografico britannico
- 1945 - Galina Voronina, ex cestista e allenatrice di pallacanestro sovietica
- 1946 - Gildo Di Marco, attore italiano
- 1946 - David Lynch, regista, sceneggiatore e attore statunitense († 2025)
- 1946 - Ola Magnell, cantante svedese († 2020)
- 1946 - Sasha Montenegro, attrice messicana († 2024)
- 1946 - Renato Morgandi, imprenditore italiano
- 1946 - Luigi Muratori, politico italiano († 2005)
- 1946 - Pierre A. Riffard, filosofo francese
- 1946 - Aurelio Samorì, compositore italiano
- 1946 - Valdo Spini, politico italiano
- 1947 - Claudio Bonvecchio, filosofo italiano
- 1947 - Riccardo Fontana, arcivescovo cattolico italiano
- 1947 - Cyrille Guimard, dirigente sportivo, ex ciclista su strada e pistard francese
- 1947 - Chris Karrer, musicista, compositore e polistrumentista tedesco († 2024)
- 1947 - Loredana Martinez, attrice italiana († 2024)
- 1947 - Jim Nisbet, scrittore e poeta statunitense († 2022)
- 1947 - Jimmy Smith, ex calciatore scozzese
- 1948 - Mītsos Dīmītriou, calciatore greco († 2002)
- 1948 - Nancy Kress, autrice di fantascienza statunitense
- 1948 - Gabriele Perthes, ex nuotatrice tedesca orientale
- 1948 - Jerry Lynn Ross, ex astronauta statunitense
- 1948 - Mario Russo, dirigente sportivo, allenatore di calcio e calciatore italiano († 2017)
- 1948 - Natan Sharansky, politico, scrittore e matematico sovietico
- 1948 - Geno Silva, attore statunitense († 2020)
- 1948 - Nigel Williams, romanziere, sceneggiatore e drammaturgo britannico
- 1948 - Davit Çoşkun, ex calciatore turco
- 1949 - Ippolita Avalli, scrittrice italiana
- 1949 - Gennaro Contaldo, cuoco, conduttore televisivo e imprenditore italiano
- 1949 - Giuliano Groppi, ex calciatore italiano
- 1949 - Joël Hauvieux, ex ciclista su strada francese
- 1949 - Tito Masi, politico sammarinese
- 1949 - Bill Owens, politico statunitense
- 1949 - Göran Persson, politico svedese
- 1949 - Ezio Savino, scrittore, grecista e latinista italiano († 2014)
- 1949 - Ivan Stojanov, calciatore bulgaro († 2017)
- 1949 - Giovanni Velluti, pianista italiano
- 1950 - Giuliano Andreuzza, allenatore di calcio e ex calciatore italiano
- 1950 - Daniel Benzali, attore brasiliano
- 1950 - Eddo Carlet, ex calciatore italiano
- 1950 - Carmen Iarrera, giornalista, sceneggiatrice e scrittrice italiana
- 1950 - Chuck Lefley, ex hockeista su ghiaccio canadese
- 1950 - Mahamane Ousmane, politico nigerino
- 1950 - Ivan Penev, ex sciatore alpino bulgaro
- 1950 - Roma Ryan, scrittrice, poetessa e paroliera britannica
- 1950 - Franca Sozzani, giornalista italiana († 2016)
- 1951 - Shelley Berkley, politica statunitense
- 1951 - Nikola Eterović, arcivescovo cattolico croato
- 1951 - Iván Fischer, direttore d'orchestra e compositore ungherese
- 1951 - Francesca Scopelliti, giornalista e politica italiana
- 1951 - Clyde Sefton, ex ciclista su strada australiano
- 1952 - Irina Allegrova, cantante russa
- 1952 - John Campbell, cantante, chitarrista e compositore statunitense († 1993)
- 1952 - Vladimir Chotinenko, regista sovietico
- 1952 - Rubén Corbo, ex calciatore uruguaiano
- 1952 - Dave Fennoy, doppiatore e attore statunitense
- 1952 - Dan Grimaldi, attore statunitense
- 1952 - Ian Hill, bassista britannico
- 1952 - Ute Hommola, ex giavellottista tedesca
- 1952 - Piero Luxardo, imprenditore italiano
- 1952 - José Navarro Aparicio, ex calciatore spagnolo
- 1952 - Jurij Pavlov, cestista e allenatore di pallacanestro sovietico († 2004)
- 1952 - Paul Stanley, cantante, chitarrista e polistrumentista statunitense
- 1952 - Rimas Tuminas, regista teatrale lituano († 2024)
- 1953 - Jeffrey Epstein, imprenditore e criminale statunitense († 2019)
- 1953 - Robin McAuley, cantante irlandese
- 1953 - John Robertson, ex calciatore e allenatore di calcio scozzese
- 1953 - Bill Robinzine, cestista statunitense († 1982)
- 1953 - Felice Secondini, allenatore di calcio e ex calciatore italiano
- 1953 - Juliene Simpson, ex cestista, allenatrice di pallacanestro e dirigente sportiva statunitense
- 1953 - Filipe Neri Ferrão, cardinale e patriarca cattolico indiano
- 1954 - Dorina Catineanu, ex lunghista rumena
- 1954 - Paul Griffin, ex cestista statunitense
- 1954 - Marit Myrmæl, ex fondista norvegese
- 1954 - Ken Page, attore e cabarettista statunitense († 2024)
- 1954 - Daniela Sogliani, allenatrice di calcio e ex calciatrice italiana
- 1955 - Bill Kenney, ex giocatore di football americano statunitense
- 1955 - Wyatt Knight, attore statunitense († 2011)
- 1955 - Riccardo Mannelli, artista e disegnatore italiano
- 1955 - Wayne Smith, ex cestista statunitense
- 1956 - Franca Bassi, politica italiana
- 1956 - Stefano Boco, politico italiano
- 1956 - Bill Maher, comico, conduttore televisivo e autore televisivo statunitense
- 1956 - John Naber, ex nuotatore statunitense
- 1956 - Franco Ogliari, ex calciatore italiano
- 1956 - Rodolfo Rodríguez, ex calciatore uruguaiano
- 1956 - Franz Tost, dirigente sportivo e ex pilota automobilistico austriaco
- 1957 - Alu Alchanov, politico russo
- 1957 - Corrado Benedetti, calciatore e allenatore di calcio italiano († 2014)
- 1957 - Piergiorgio Carrescia, politico italiano
- 1957 - Enrico Gilardi, ex cestista italiano
- 1957 - Irina Guba, ex cestista e allenatrice di pallacanestro sovietica
- 1957 - Ulla Lundholm, ex discobola finlandese
- 1957 - Germano Pegorari, ex sciatore alpino italiano
- 1957 - Andy Sheppard, compositore e sassofonista britannico
- 1957 - Michael Veith, ex sciatore alpino tedesco
- 1958 - Norovyn Altankhuyag, politico mongolo
- 1958 - Paola Tiziana Cruciani, attrice e regista teatrale italiana
- 1958 - Lorenzo Lamas, attore, artista marziale e produttore cinematografico statunitense
- 1958 - Giuseppe Lo Presti, scrittore e terrorista italiano († 1995)
- 1958 - Carlo Osti, dirigente sportivo e ex calciatore italiano
- 1958 - Isabel Russinova, attrice, conduttrice televisiva e ex modella italiana
- 1958 - Nicola Simonelli, ex calciatore venezuelano
- 1958 - Luis Fernando Tena, allenatore di calcio e ex calciatore messicano
- 1958 - Hiroaki Zakoji, compositore giapponese († 1987)
- 1958 - Ancilla Zucchinali, ex velocista italiana
- 1959 - Acácio Cordeiro Barreto, allenatore di calcio e ex calciatore brasiliano
- 1959 - Rusty Anderson, chitarrista statunitense
- 1959 - Lea Antonoplis, ex tennista statunitense
- 1959 - Sebastião Carlos da Silva, ex calciatore brasiliano
- 1959 - Giacomo Ferri, allenatore di calcio e ex calciatore italiano
- 1959 - Jurij Kaširin, ex ciclista su strada russo
- 1959 - Frank Mantek, ex sollevatore tedesco orientale
- 1959 - Patrizio Oliva, ex pugile italiano
- 1959 - R. A. Salvatore, scrittore statunitense
- 1959 - Aurel Țicleanu, allenatore di calcio e ex calciatore rumeno
- 1960 - Falk Boden, ex ciclista su strada tedesco orientale
- 1960 - Mark Burton, sceneggiatore e regista britannico
- 1960 - Carlo Carbone, architetto italiano
- 1960 - Edmar, ex calciatore brasiliano
- 1960 - Ján Figeľ, politico slovacco
- 1960 - Marcello Fois, scrittore, commediografo e sceneggiatore italiano
- 1960 - Kij Johnson, scrittrice statunitense
- 1960 - Abdel Qissi, attore e pugile marocchino
- 1960 - Ricardo Drubscky, allenatore di calcio brasiliano
- 1960 - Miguel Rocha, ex hockeista su pista e allenatore di hockey su pista portoghese
- 1960 - Darío Rojas, ex calciatore argentino
- 1960 - Apa Sherpa, alpinista nepalese
- 1960 - Aleksej Stepanov, calciatore e giocatore di calcio a 5 russo († 2002)
- 1960 - Scott Thunes, bassista statunitense
- 1960 - Udo Ulfkotte, giornalista tedesco († 2017)
- 1960 - Jeff "Tain" Watts, batterista statunitense
- 1960 - Wong Fuk Wing, ex calciatore e ex giocatore di calcio a 5 hongkonghese
- 1960 - Will Wright, autore di videogiochi e informatico statunitense
- 1961 - Raffaella Giordano, danzatrice, coreografa e attrice italiana
- 1961 - Yolanda González Martín, politica spagnola († 1980)
- 1961 - Gerry Gray, ex calciatore canadese
- 1961 - Steve Hamilton, scrittore statunitense
- 1961 - Vincent Jordy, arcivescovo cattolico francese
- 1961 - Cinzia Maltese, giornalista e conduttrice televisiva italiana († 2002)
- 1961 - Paolo Miano, allenatore di calcio e ex calciatore italiano
- 1961 - Stefano Tura, giornalista e scrittore italiano
- 1961 - Josefina Vázquez Mota, politica messicana
- 1961 - Patricio Yáñez, ex calciatore cileno
- 1962 - José Luis Arroyos, ex cestista e allenatore di pallacanestro messicano
- 1962 - Neil Banfield, allenatore di calcio e ex calciatore inglese
- 1962 - Stefano Dadina, ex calciatore italiano
- 1962 - Tutoatasi Fakafanua, politico tongano († 2006)
- 1962 - Omar Hernández, ex ciclista su strada e dirigente sportivo colombiano
- 1962 - Stefan Humphries, ex giocatore di football americano statunitense
- 1962 - Jennifer Mundel, ex tennista sudafricana
- 1962 - Diego Orejuela, calciatore spagnolo († 2024)
- 1962 - Sakiko Tamagawa, attrice, doppiatrice e cantante giapponese
- 1962 - Sophie Thompson, attrice britannica
- 1963 - David Baszucki, imprenditore, ingegnere e programmatore statunitense
- 1963 - Domenico Battaglia, cardinale e arcivescovo cattolico italiano
- 1963 - Diego Cuesta Silva, ex rugbista a 15 argentino
- 1963 - Manuela Dalla Valle, ex nuotatrice italiana
- 1963 - Ingeborga Dapkūnaitė, attrice lituana
- 1963 - James Denton, attore statunitense
- 1963 - Sascha Jusufi, ex calciatore tedesco
- 1963 - Ann Osgerby, ex nuotatrice britannica
- 1963 - Mark Ryden, pittore statunitense
- 1963 - Jos Schoubs, ex giocatore di calcio a 5 belga
- 1963 - Vitalij Zacharčenko, politico ucraino
- 1964 - Massimo Agostini, allenatore di calcio, ex calciatore e ex giocatore di beach soccer italiano
- 1964 - Angelo Carosi, ex siepista, mezzofondista e maratoneta italiano
- 1964 - Augusto Ferrer-Dalmau, pittore spagnolo
- 1964 - Gregor Golobič, politico sloveno
- 1964 - Mark Gottfried, ex cestista e allenatore di pallacanestro statunitense
- 1964 - Oswaldo Guillén, ex giocatore di baseball e allenatore di baseball venezuelano
- 1964 - Ron Harper, ex cestista e allenatore di pallacanestro statunitense
- 1964 - Luboš Kubík, allenatore di calcio e ex calciatore ceco
- 1964 - Kazushige Nojima, sceneggiatore e scrittore giapponese
- 1964 - Martín Ramírez, ex calciatore peruviano
- 1964 - Giuseppe Recchi, dirigente d'azienda italiano
- 1964 - Roger Smith, ex tennista bahamense
- 1964 - Paolo Vivaldi, compositore italiano
- 1964 - Nobuo Yamada, cantante giapponese († 2025)
- 1964 - Fareed Zakaria, giornalista indiano
- 1964 - Željko Komšić, politico bosniaco
- 1965 - John Allen, giornalista e scrittore statunitense
- 1965 - Colin Calderwood, allenatore di calcio e ex calciatore scozzese
- 1965 - Matthias Glasner, regista e sceneggiatore tedesco
- 1965 - Valerij Hoborov, cestista sovietico († 1989)
- 1965 - Warren Joyce, allenatore di calcio e ex calciatore inglese
- 1965 - Greg Kriesel, bassista statunitense
- 1965 - John Michael Montgomery, cantautore e musicista statunitense
- 1965 - Sophie Rhys-Jones, duchessa britannica
- 1965 - David Rivers, ex cestista statunitense
- 1965 - Heather Small, cantante britannica
- 1965 - Anton Weissenbacher, ex calciatore rumeno
- 1966 - James Genus, bassista e contrabbassista statunitense
- 1966 - Miriam Grignani, sciatrice nautica italiana
- 1966 - Tracii Guns, chitarrista statunitense
- 1966 - Jon Hare, autore di videogiochi britannico
- 1966 - Fabiana López, ex schermitrice messicana
- 1966 - Chris Morris, ex cestista statunitense
- 1966 - Vincenzo Rodia, allenatore di calcio e ex calciatore italiano
- 1966 - Peter Tschentscher, politico tedesco
- 1966 - Rainn Wilson, attore statunitense
- 1967 - Aderonke Apata, attivista nigeriana
- 1967 - Kellyanne Conway, politica e sondaggista statunitense
- 1967 - Stacey Dash, attrice statunitense
- 1967 - Pepón Nieto, attore spagnolo
- 1967 - Lars Kepler, scrittore svedese
- 1967 - Carlo Ragone, attore italiano
- 1967 - Serhij Šmatovalenko, allenatore di calcio e ex calciatore sovietico
- 1967 - Mark Stepnoski, ex giocatore di football americano statunitense
- 1967 - Tokujin Yoshioka, designer giapponese
- 1967 - Antonio Zavatteri, attore italiano
- 1968 - Muxammedkalıy Abılgaziev, politico kirghiso
- 1968 - Nick Anderson, ex cestista statunitense
- 1968 - Laura Bettega, ex fondista italiana
- 1968 - Alfred Cannan, politico mannese
- 1968 - Lina Dambrauskaitė, ex cestista lituana
- 1968 - Gabriele Debbia, pilota motociclistico italiano
- 1968 - Roberto Enríquez, attore spagnolo
- 1968 - Fantastic Negrito, cantautore e chitarrista statunitense
- 1968 - Marco Gabbiadini, ex calciatore inglese
- 1968 - Huang Jianxiang, giornalista cinese
- 1968 - Chris Miller, doppiatore, animatore e regista statunitense
- 1968 - Lisa Monaco, politica e giurista statunitense
- 1968 - Chris Ousey, cantante britannico
- 1968 - Marie Fabien Raharilamboniaina, vescovo cattolico malgascio
- 1968 - Giovanni Savio, ex cestista italiano
- 1968 - Andrea Sgorlon, ex rugbista a 15 e allenatore di rugby a 15 italiano
- 1968 - Massimo Trevisan, ex nuotatore italiano
- 1969 - Marius Barnard, ex tennista sudafricano
- 1969 - Darren Braithwaite, ex velocista britannico
- 1969 - Andre Cason, ex velocista statunitense
- 1969 - Ray Close, ex pugile britannico
- 1969 - Thomas Edur, direttore artistico e ex ballerino estone
- 1969 - Fast Eddie, disc jockey e produttore discografico statunitense
- 1969 - Renato Greco, ex calciatore italiano
- 1969 - Nicky Wire, bassista e cantante britannico
- 1969 - Blair Larsen, ex rugbista a 15 e allenatore di rugby a 15 neozelandese
- 1969 - Joseph Otwori, mezzofondista e maratoneta keniota († 2006)
- 1969 - Dean Phillips, politico e imprenditore statunitense
- 1969 - Sebastião Wágner de Souza e Silva, ex calciatore brasiliano
- 1969 - Reno Wilson, attore e doppiatore statunitense
- 1969 - Marco Zaffaroni, allenatore di calcio e ex calciatore italiano
- 1970 - Ezio Brevi, allenatore di calcio e ex calciatore italiano
- 1970 - Hermes Desio, ex calciatore argentino
- 1970 - Branka Katić, attrice serba
- 1970 - Kerri Kenney-Silver, attrice, comica e sceneggiatrice statunitense
- 1970 - İsmail Küçükkaya, giornalista e scrittore turco
- 1970 - Edwin McCain, cantante statunitense
- 1970 - Håkan Svensson, ex calciatore svedese
- 1970 - Skeet Ulrich, attore statunitense
- 1970 - Andrucha Waddington, regista e produttore cinematografico brasiliano
- 1971 - Gary Barlow, cantautore, musicista e produttore discografico britannico
- 1971 - Enrique Burgos, ex calciatore spagnolo
- 1971 - Derrick Green, cantante statunitense
- 1971 - Catherine Marsal, ex ciclista su strada francese
- 1971 - Paul Masvidal, chitarrista e cantante statunitense
- 1971 - Pixie McKenna, medico e conduttrice televisiva irlandese
- 1971 - Johnny Mitchell, ex giocatore di football americano statunitense
- 1971 - Wanderson Luiz Oliveira, ex calciatore brasiliano
- 1971 - Zoe Rahman, pianista e compositrice britannica
- 1971 - Ilir Shulku, dirigente sportivo e ex calciatore albanese
- 1971 - Questlove, batterista, disc-jockey e produttore discografico statunitense
- 1971 - Wakanohana Masaru, lottatore di sumo giapponese
- 1972 - Marjorie Biondo, cantautrice italiana
- 1972 - Oscar Dronjak, chitarrista svedese
- 1972 - Ljudmila Galkina, ex lunghista russa
- 1972 - Ragheed Ganni, presbitero iracheno († 2007)
- 1972 - Missy Giove, ex mountain biker statunitense
- 1972 - Nikki Haley, politica statunitense
- 1972 - Fredrik Andersson Hed, golfista svedese († 2021)
- 1972 - Marie-Françoise Hervieu, schermitrice canadese
- 1972 - Alessandro Kirschner, compositore e direttore di coro italiano
- 1972 - Adrian Martinez, attore statunitense
- 1972 - Kingsley Ogwudire, ex cestista nigeriano
- 1972 - Alessandro Pondi, regista e sceneggiatore italiano
- 1972 - Jennifer Pressman, conduttrice radiofonica e giornalista statunitense
- 1972 - Roman Starovojt, politico russo († 2025)
- 1972 - Hüseyin Özkan, ex judoka russo
- 1973 - Miroslav Berić, ex cestista serbo
- 1973 - Benjamin Biolay, cantautore, musicista e attore francese
- 1973 - Roland Harrah III, attore, musicista e cantante statunitense († 1995)
- 1973 - Ruslan Hončarov, ex danzatore su ghiaccio ucraino
- 1973 - Juan José Jayo, ex calciatore peruviano
- 1973 - Cristian Paulucci, allenatore di calcio, dirigente sportivo e ex calciatore argentino
- 1973 - Mathilde d'Udekem d'Acoz, regina belga
- 1973 - Josh Weston, attore pornografico statunitense († 2012)
- 1974 - Komlan Assignon, ex calciatore togolese
- 1974 - Evgenij Charlačëv, allenatore di calcio e ex calciatore russo
- 1974 - David Dei, allenatore di calcio e ex calciatore italiano
- 1974 - Stevimir Ercegovac, ex pesista croato
- 1974 - Simona Ghisellini, ex pallavolista e allenatrice di pallavolo italiana
- 1974 - Alvin Harrison, ex velocista statunitense
- 1974 - Calvin Harrison, ex velocista statunitense
- 1974 - Vjekoslav Kobešćak, ex pallanuotista e allenatore di pallanuoto croato
- 1974 - Florian Maurice, ex calciatore francese
- 1974 - Hans Erik Ødegaard, allenatore di calcio e ex calciatore norvegese
- 1974 - Valeria Parrella, scrittrice, drammaturga e giornalista italiana
- 1974 - Marianna Salchinger, ex sciatrice alpina austriaca
- 1974 - Tengku Muhammad Faiz Petra, principe malese
- 1974 - Rae Carruth, ex giocatore di football americano statunitense
- 1975 - Aaron Cowie, ex rugbista a 15 neozelandese
- 1975 - Norberto Fontana, pilota automobilistico argentino
- 1975 - Zac Goldsmith, politico britannico
- 1975 - Chris Harris, giornalista e conduttore televisivo britannico
- 1975 - Éric Landry, allenatore di hockey su ghiaccio e ex hockeista su ghiaccio canadese
- 1975 - Osama Nabih, allenatore di calcio e ex calciatore egiziano
- 1975 - Daniele Nava, politico italiano
- 1975 - Christian Negouai, ex calciatore francese
- 1975 - Ira Newble, ex cestista e allenatore di pallacanestro statunitense
- 1975 - Dick Tärnström, ex hockeista su ghiaccio svedese
- 1976 - Fabio Bencivenga, ex pallanuotista italiano
- 1976 - Chadi Cheikh Merai, allenatore di calcio e ex calciatore siriano
- 1976 - David Fernández Miramontes, ex calciatore spagnolo
- 1976 - Cindy Franssen, politica belga
- 1976 - Lilian Jégou, ex ciclista su strada francese
- 1976 - Jae Kingi, ex cestista e allenatrice di pallacanestro australiana
- 1976 - Antti Kuismala, ex calciatore finlandese
- 1976 - Pablo Lastras, dirigente sportivo e ex ciclista su strada spagnolo
- 1976 - Conchita Martínez Granados, ex tennista spagnola
- 1976 - Hendrik Möbus, batterista e criminale tedesco
- 1976 - Norman Nolan, ex cestista statunitense
- 1976 - Francesco Paura, rapper italiano
- 1976 - Christian Rainer, musicista, cantante e artista italiano
- 1976 - Përparim Rama, architetto e politico kosovaro
- 1976 - Gretha Smit, ex pattinatrice di velocità su ghiaccio olandese
- 1976 - Fernando Sánchez, ex calciatore argentino
- 1976 - Alessandro Tognaccini, pilota motociclistico italiano
- 1976 - Anastasija Jur'evna Voločkova, ex ballerina russa
- 1976 - Sandro Zanetti, allenatore di calcio a 5 e ex giocatore di calcio a 5 brasiliano
- 1977 - Fabián Coelho, ex calciatore uruguaiano
- 1977 - DJ Mehdi, disc jockey e produttore discografico francese († 2011)
- 1977 - Andrea Harder, ex cestista tedesca
- 1977 - Robert Ibertsberger, allenatore di calcio e ex calciatore austriaco
- 1977 - Thomas Kail, regista statunitense
- 1977 - Rian Lindell, giocatore di football americano statunitense
- 1977 - Anders Marcusson, pentatleta svedese
- 1977 - Tommyknocker, disc jockey italiano
- 1977 - Rúnar Rúnarsson, regista, sceneggiatore e produttore cinematografico islandese
- 1977 - Ilian Stojanov, ex calciatore bulgaro
- 1977 - J. C. Tran, giocatore di poker vietnamita
- 1977 - Jeremiah Trotter, giocatore di football americano statunitense
- 1977 - Unai Vergara, ex calciatore spagnolo
- 1977 - Sid Wilson, disc jockey e rapper statunitense
- 1978 - Salvatore Aronica, allenatore di calcio e ex calciatore italiano
- 1978 - Sebastián Cobelli, ex calciatore argentino
- 1978 - Andrej Deev, schermidore russo
- 1978 - Joy Giovanni, attrice e ex wrestler statunitense
- 1978 - Volodymyr Hrojsman, politico ucraino
- 1978 - José James, cantante statunitense
- 1978 - Gabriel Migliónico, ex calciatore argentino
- 1978 - Lucie Muhr, attrice tedesca
- 1978 - Clayton Stanley, ex pallavolista statunitense
- 1978 - Omar Sy, attore, comico e cabarettista francese
- 1978 - Jovan Tanasijević, ex calciatore montenegrino
- 1978 - Luciano Zauri, allenatore di calcio e ex calciatore italiano
- 1979 - Hamza Alić, pesista bosniaco
- 1979 - Emiliano Bonazzoli, allenatore di calcio e ex calciatore italiano
- 1979 - Rob Bourdon, batterista statunitense
- 1979 - Choo Ja-hyun, attrice sudcoreana
- 1979 - Fatih Koyunoğlu, attore turco
- 1979 - Shang Yi, ex calciatore cinese
- 1979 - Jérôme Thomas, ex pugile francese
- 1979 - Will Young, cantante e attore britannico
- 1979 - Víctor Zapata, ex calciatore argentino
- 1980 - Cristián Álvarez, ex calciatore cileno
- 1980 - Iván Álvarez, ex calciatore cileno
- 1980 - Melissa Barbieri, calciatrice e allenatrice di calcio australiana
- 1980 - Dmitrij Barsuk, giocatore di beach volley russo
- 1980 - Cirilo Tadeus Cardoso Filho, ex giocatore di calcio a 5 brasiliano
- 1980 - Giovanni Nicola Casale, judoka italiano
- 1980 - Cho U, goista giapponese
- 1980 - Joo Se-hyuk, tennistavolista sudcoreano
- 1980 - Federico Martín Aramburú, rugbista a 15 e dirigente d'azienda argentino († 2022)
- 1980 - Samuele Pace, ex rugbista a 15 e allenatore di rugby a 15 italiano
- 1980 - Petra Rampre, ex tennista slovena
- 1980 - Matthew Tuck, cantante e chitarrista britannico
- 1980 - Felicitas Woll, attrice tedesca
- 1980 - Mohd Fauzi Nan, ex calciatore malese
- 1981 - Shadi Abu Hashhash, ex calciatore giordano
- 1981 - Koen Barbé, ex ciclista su strada belga
- 1981 - Jürgen Colin, ex calciatore olandese
- 1981 - Nathan Connolly, chitarrista britannico
- 1981 - Daniel Cudmore, attore canadese
- 1981 - Pene Erenio, calciatore figiano
- 1981 - Jesse Flores, attrice pornografica statunitense
- 1981 - Ken Hamlin, ex giocatore di football americano statunitense
- 1981 - Owen Hargreaves, ex calciatore inglese
- 1981 - Cullen Jenkins, giocatore di football americano statunitense
- 1981 - Đorđe Jokić, ex calciatore serbo
- 1981 - Kateřina Konečná, politica ceca
- 1981 - Crystal Lowe, attrice canadese
- 1981 - Kazuhiro Murakami, ex calciatore giapponese
- 1981 - Ramūnas Radavičius, ex calciatore lituano
- 1981 - Jason Richardson, ex cestista statunitense
- 1981 - Melissa Rippon, pallanuotista australiana
- 1981 - Waisake Sabutu, calciatore figiano
- 1981 - Ivonne Schönherr, attrice tedesca
- 1981 - Alexander Ziervogel, ex calciatore austriaco
- 1982 - Ali Badavi, ex calciatore iraniano
- 1982 - Phillip Berry, ex calciatore britannico
- 1982 - Jessica Cérival, pesista francese
- 1982 - Serghei Covalciuc, ex calciatore moldavo
- 1982 - Nathaniel Lepani, calciatore papuano
- 1982 - Charīs Markopoulos, allenatore di pallacanestro e ex cestista greco
- 1982 - Horacio Nava, marciatore messicano
- 1982 - Alexandru Păcurar, ex calciatore rumeno
- 1982 - Josh Shipp, conduttore televisivo e autore televisivo statunitense
- 1982 - Fredrik Strømstad, calciatore norvegese
- 1982 - Erin Wasson, supermodella e attrice statunitense
- 1982 - Pierre Webó, allenatore di calcio e ex calciatore camerunese
- 1983 - Nanae Aoyama, scrittrice giapponese
- 1983 - Daniel Fernández Artola, ex calciatore spagnolo
- 1983 - Robert van Boxel, ex calciatore olandese
- 1983 - Roy Chipolina, ex calciatore gibilterriano
- 1983 - Andreas Drugge, ex calciatore svedese
- 1983 - Igor Gal, ex calciatore croato
- 1983 - Burhan G, cantante danese
- 1983 - Anne Haug, triatleta tedesca
- 1983 - Allister Hogg, rugbista a 15 britannico
- 1983 - Dänïyar Kenjexanov, ex calciatore kazako
- 1983 - Maksim Kondrat'ev, hockeista su ghiaccio russo
- 1983 - Catarina Leite, scacchista portoghese
- 1983 - Germaine Mason, altista giamaicano († 2017)
- 1983 - Stephen Moore, rugbista a 15 australiano
- 1983 - Philipp Schörghofer, ex sciatore alpino austriaco
- 1983 - Mari Yaguchi, cantante giapponese
- 1984 - Francesco Amoni, cestista italiano
- 1984 - Jacob Ba, ex calciatore senegalese
- 1984 - Toni Gonzaga, cantante, conduttrice televisiva e attrice filippina
- 1984 - Karim Haggui, ex calciatore tunisino
- 1984 - Olivia Hallinan, attrice britannica
- 1984 - Malek Jaziri, ex tennista tunisino
- 1984 - Manuel Lanzarote, ex calciatore spagnolo
- 1984 - David Lowery, calciatore britannico
- 1984 - Rene Mandri, ex ciclista su strada estone
- 1984 - Bonnie McKee, cantautrice statunitense
- 1984 - Stéphane Nater, ex calciatore tunisino
- 1984 - Federico Peluso, allenatore di calcio e ex calciatore italiano
- 1984 - Benedikt Pliquett, ex calciatore tedesco
- 1984 - Ruslan Provodnikov, pugile russo
- 1984 - Saverio Raimondo, comico e conduttore televisivo italiano
- 1984 - Jorun Stiansen, cantante norvegese
- 1984 - Simon Stålenhag, artista, musicista e designer svedese
- 1984 - Papa Waigo, ex calciatore senegalese
- 1985 - Antoine Agudio, ex cestista statunitense
- 1985 - Claudio Alabor, ex calciatore liechtensteinese
- 1985 - Rolandas Alijevas, allenatore di pallacanestro e cestista azero
- 1985 - Sean Banks, ex cestista statunitense
- 1985 - Aida Bella, pattinatrice di short track polacca
- 1985 - Nereo Champagne, calciatore argentino
- 1985 - André Danielsen, ex calciatore norvegese
- 1985 - Michele De Pascale, politico italiano
- 1985 - Brantley Gilbert, cantautore statunitense
- 1985 - Ehsan Hadadi, discobolo iraniano
- 1985 - Marina Inoue, doppiatrice e cantante giapponese
- 1985 - Adriana Jiménez, tuffatrice messicana
- 1985 - Marko Kolsi, ex calciatore finlandese
- 1985 - Tony McDaniel, giocatore di football americano statunitense
- 1985 - Federico Mellone, cestista paraguaiano
- 1985 - Aleksandr Pavlenko, ex calciatore russo
- 1985 - Cecilia Ricali, multiplista italiana
- 1985 - Tanel Sokk, ex cestista e allenatore di pallacanestro estone
- 1985 - Danielle Waterman, rugbista a 15 e allenatrice di rugby a 15 britannica
- 1985 - Omar el-Geziry, pentatleta egiziano
- 1986 - Vicky-T, cantante e tastierista statunitense
- 1986 - Istvan Bakx, ex calciatore olandese
- 1986 - Ol'ga Buzova, cantante, attrice e personaggio televisivo russa
- 1986 - Jean-Yann Dounezek, calciatore francese
- 1986 - Audrey Giacomini, attrice e modella francese
- 1986 - Thomas Kessler, ex calciatore tedesco
- 1986 - Samuel Kosgei, maratoneta keniota († 2023)
- 1986 - Bryan Lerg, ex hockeista su ghiaccio statunitense
- 1986 - Anthony Moura-Komenan, ex calciatore ivoriano
- 1986 - Andrej Pazin, calciatore russo
- 1986 - Sergio Plumari, ex cestista italiano
- 1986 - Dusty Thornhill, ex giocatore di football americano statunitense
- 1986 - DJ Wolfe, ex giocatore di football americano statunitense
- 1986 - Genie Zhuo, attrice e cantante taiwanese
- 1987 - Peter Broderick, compositore e musicista statunitense
- 1987 - Robert Farah, ex tennista colombiano
- 1987 - Vladislav Ignat'ev, ex calciatore russo
- 1987 - Denis Ilescu, ex calciatore moldavo
- 1987 - Adrijana Knežević, cestista serba
- 1987 - Kazuto Kushida, ex calciatore giapponese
- 1987 - Ivy Levan, cantautrice e attrice statunitense
- 1987 - Rey Maualuga, ex giocatore di football americano statunitense
- 1987 - Madhur Mittal, attore indiano
- 1987 - Rocío Peláez, attrice spagnola
- 1987 - Evan Peters, attore statunitense
- 1987 - Marco Simoncelli, pilota motociclistico italiano († 2011)
- 1987 - Serguey Torres Madrigal, canoista cubano
- 1987 - Katrin Triendl, ex sciatrice alpina austriaca
- 1987 - Jonathan Tuffey, calciatore nordirlandese
- 1987 - Víctor Vázquez, calciatore spagnolo
- 1987 - Zhang Chenglin, calciatore cinese
- 1988 - Ali Afif, calciatore qatariota
- 1988 - Mahmoud Al-Youssef, calciatore siriano
- 1988 - Corey Allmond, ex cestista statunitense
- 1988 - Rushlee Buchanan, ex pistard e ciclista su strada neozelandese
- 1988 - Wellington Coco, giocatore di calcio a 5 brasiliano
- 1988 - Bernabe Concepcion, pugile filippino
- 1988 - Emanuel Cook, giocatore di football americano statunitense
- 1988 - Elderson Echiéjilé, ex calciatore nigeriano
- 1988 - Felipe Menezes, calciatore brasiliano
- 1988 - Wesley Fofana, rugbista a 15 francese
- 1988 - Jeffrén Suárez, ex calciatore venezuelano
- 1988 - Steven Lennon, ex calciatore scozzese
- 1988 - Geoffrey Malfleury, calciatore francese
- 1988 - Evan Mariano, calciatore beliziano
- 1988 - Juan Carlos Martín Corral, calciatore spagnolo
- 1988 - Kaarle McCulloch, pistard australiana
- 1988 - Isariya Patharamanop, cantante, attore televisivo e ballerino thailandese
- 1988 - Tom Schütz, calciatore tedesco
- 1988 - Ivan Serheev, tennista ucraino
- 1988 - Tan Jian, discobola cinese
- 1988 - Mahmut Tekdemir, calciatore turco
- 1988 - Francesco Turbanti, attore e sceneggiatore italiano
- 1988 - Wang Jiao, lottatrice cinese
- 1988 - Nicola White, hockeista su prato britannica
- 1988 - Levan Zhorzholiani, judoka georgiano
- 1989 - Dušan Brković, calciatore serbo
- 1989 - Kim Bui, ex ginnasta tedesca
- 1989 - Ananias Eloi Castro Monteiro, calciatore brasiliano († 2016)
- 1989 - Carson Clark, pallavolista statunitense
- 1989 - Nadia Di Cello, attrice argentina
- 1989 - David Drocco, calciatore argentino
- 1989 - Gonzalo Escobar, tennista ecuadoriano
- 1989 - Nick Foles, ex giocatore di football americano statunitense
- 1989 - Kévin Gomis, ex calciatore francese
- 1989 - Sole Jaimes, calciatrice argentina
- 1989 - Dena Kaplan, attrice, ballerina e modella sudafricana
- 1989 - Radim Řezník, calciatore ceco
- 1989 - Julia Riedel, pattinatrice di short track tedesca
- 1989 - Jorn Steinbach, ex cestista belga
- 1989 - Emmanuel Vermignon, calciatore francese
- 1989 - Washington Santana da Silva, calciatore brasiliano
- 1990 - Aleksandăr Georgiev, cestista bulgaro
- 1990 - Félicité Hamidouche, calciatrice francese
- 1990 - Paul Hanlon, calciatore scozzese
- 1990 - Raphael Koch, ex calciatore svizzero
- 1990 - Shelayna Oskan-Clarke, mezzofondista britannica
- 1990 - Samantha Potter, modella statunitense
- 1990 - Sean Richardson, giocatore di football americano statunitense
- 1990 - Adama Sawadogo, ex calciatore burkinabé
- 1990 - Ralph Schon, calciatore lussemburghese
- 1990 - Ewa Zajączkowska-Hernik, politica, storica e giornalista polacca
- 1990 - Maik Zirbes, cestista tedesco
- 1991 - Jumpol Adulkittiporn, attore e conduttore televisivo thailandese
- 1991 - Tom Cairney, calciatore scozzese
- 1991 - Devon Collier, cestista statunitense
- 1991 - Ciara Hanna, attrice e modella statunitense
- 1991 - Polona Hercog, tennista slovena
- 1991 - Antoine Jean-Baptiste, ex calciatore francese
- 1991 - Ana Kobal, ex sciatrice alpina slovena
- 1991 - Mychajlo Kozak, ex calciatore ucraino
- 1991 - Lily LaBeau, attrice pornografica e regista statunitense
- 1991 - Jolyon Palmer, ex pilota automobilistico e conduttore radiofonico britannico
- 1991 - Jacqueline Seifriedsberger, saltatrice con gli sci austriaca
- 1991 - Chris Solly, ex calciatore inglese
- 1991 - Alejandra Terán, schermitrice messicana
- 1991 - Andrėj Zaleski, calciatore bielorusso
- 1992 - Alejandro Barbaro, calciatore argentino
- 1992 - Giovanni Bianco, pallanuotista italiano
- 1992 - Floris De Tier, ciclista su strada belga
- 1992 - Mark Hartmann, calciatore filippino
- 1992 - Ben Kantarovski, ex calciatore australiano
- 1992 - Mohammad Reza Khanzadeh, calciatore iraniano
- 1992 - Paulo Lima, calciatore uruguaiano
- 1992 - Yannick Makota, calciatore camerunese
- 1992 - Matías Malvino, calciatore uruguaiano
- 1992 - Dan Mönell, calciatore e giocatore di calcio a 5 svedese
- 1992 - Matías Navarrete, calciatore cileno
- 1992 - Sebastián Palacios, calciatore argentino
- 1992 - Massimo Ronchetti, hockeista su ghiaccio svizzero
- 1992 - Troy Rosario, cestista filippino
- 1992 - Gökhan Töre, calciatore tedesco
- 1992 - Sadney Urikhob, calciatore namibiano
- 1992 - Jorge Zárate, calciatore messicano
- 1993 - Felipe Aguilar, calciatore colombiano
- 1993 - Federico Cartabia, calciatore argentino
- 1993 - Nicholas Choi, schermidore hongkonghese
- 1993 - Lorenzo Crisetig, calciatore italiano
- 1993 - Dou Dan, pugile cinese
- 1993 - Quincy Ford, cestista statunitense
- 1993 - Xavier Ford, cestista statunitense
- 1993 - Demish Gaye, velocista giamaicano
- 1993 - Pierriá Henry, cestista statunitense
- 1993 - Khalifa Jabbie, calciatore sierraleonese
- 1993 - Francisco Manuel Geraldo Rosa, calciatore portoghese
- 1993 - Tommy Macias, judoka svedese
- 1993 - DeVante Parker, ex giocatore di football americano statunitense
- 1993 - László Pekár, calciatore ungherese
- 1993 - Morgane Polanski, attrice francese
- 1993 - Ağabala Ramazanov, ex calciatore azero
- 1993 - Livia Rossi, attrice italiana
- 1993 - Andrij Totovyc'kyj, calciatore ucraino
- 1993 - Livio Wenger, pattinatore di velocità su ghiaccio e pattinatore di velocità in-line svizzero
- 1994 - Ignacio Bailone, calciatore argentino
- 1994 - Glelany Cavalcante, modella italiana
- 1994 - Matt Crooks, calciatore inglese
- 1994 - Behafarid Ghafarian, attrice iraniana
- 1994 - Verena Hanshaw, calciatrice austriaca
- 1994 - Eli Harold, giocatore di football americano statunitense
- 1994 - A.J. Hess, cestista statunitense
- 1994 - Pablo Íñiguez, calciatore spagnolo
- 1994 - Lazarous Kambole, calciatore zambiano
- 1994 - Sean Kavanagh, calciatore irlandese
- 1994 - Lee Chang-min, calciatore sudcoreano
- 1994 - Simona Necidová, calciatrice ceca
- 1994 - Lucas Piazon, calciatore brasiliano
- 1994 - Ali Qasim, calciatore iracheno
- 1994 - Michael Qualls, cestista statunitense
- 1994 - Wendell Smallwood, giocatore di football americano statunitense
- 1994 - Tenille Townes, cantautrice canadese
- 1994 - Wang Zhelin, cestista cinese
- 1995 - Piet Allegaert, ciclista su strada belga
- 1995 - Joey Badass, rapper e attore statunitense
- 1995 - Eduard Bello, calciatore venezuelano
- 1995 - Calum Chambers, calciatore inglese
- 1995 - Kyōgo Furuhashi, calciatore giapponese
- 1995 - José Giménez, calciatore uruguaiano
- 1995 - Adrian Gomboc, judoka sloveno
- 1995 - Savio Kabugo, calciatore ugandese
- 1995 - Sam Nicholson, calciatore scozzese
- 1995 - Phạm Đức Huy, calciatore vietnamita
- 1995 - Clément Russo, ciclista su strada e ciclocrossista francese
- 1995 - Ariane Rädler, sciatrice alpina austriaca
- 1995 - Sergi Samper, calciatore spagnolo
- 1995 - Davie Selke, calciatore tedesco
- 1995 - Stefan Simič, calciatore ceco
- 1995 - Jiří Sýkora, multiplista ceco
- 1995 - Tedric Thompson, ex giocatore di football americano statunitense
- 1995 - Wellington Zaza, ostacolista liberiano
- 1996 - Francisco Amiel, cestista portoghese
- 1996 - Sebastiano Bianchetti, pesista e discobolo italiano
- 1996 - Ese Brume, lunghista nigeriana
- 1996 - Simone Forte, triplista e lunghista italiano
- 1996 - Bright Gyamfi, calciatore ghanese
- 1996 - Bonke Innocent, calciatore nigeriano
- 1996 - Dejan Kerkez, calciatore serbo
- 1996 - Dzmitryj Nabokaŭ, altista bielorusso
- 1996 - Jovana Preković, karateka serba
- 1996 - Aykhan Taghizade, taekwondoka azero
- 1996 - Yang Hye-ji, attrice sudcoreana
- 1996 - Eloge Yao, calciatore ivoriano
- 1996 - Katie Zelem, calciatrice inglese
- 1996 - Luiz Felipe da Rosa Machado, calciatore brasiliano
- 1997 - Stanisław Aniołkowski, ciclista su strada polacco
- 1997 - Jordan Bowden, cestista statunitense
- 1997 - Jana Brunner, calciatrice svizzera
- 1997 - İslambək Dadov, lottatore azero
- 1997 - Terrell Edmunds, giocatore di football americano statunitense
- 1997 - Rob Edwards, cestista statunitense
- 1997 - José de Jesús Godínez, calciatore messicano
- 1997 - João Pedro Heinen Silva, calciatore brasiliano
- 1997 - Veronica Jones, pallavolista statunitense
- 1997 - Lee Ho-jung, attrice e modella sudcoreana
- 1997 - Luc Loubaki, cestista francese
- 1997 - Ifeanyi Mathew, calciatore nigeriano
- 1997 - Blueface, rapper statunitense
- 1997 - Christian Rivas, calciatore venezuelano
- 1997 - Jesús Ruiz, calciatore spagnolo
- 1997 - Facundo Silvera, calciatore uruguaiano
- 1997 - Rayane Soares da Silva, atleta paralimpica brasiliana
- 1997 - Jason Thomas, calciatore vanuatuano
- 1997 - Henrique Trevisan, calciatore brasiliano
- 1997 - Oleksandr Tymčyk, calciatore ucraino
- 1998 - Kévin Appin, calciatore francese
- 1998 - Maicol Ferreira, calciatore uruguaiano
- 1998 - Betesfa Getahun, maratoneta e mezzofondista etiope
- 1998 - Senad Jarović, calciatore tedesco
- 1998 - Nathan Kerr, calciatore nordirlandese
- 1998 - Ko Kieft, giocatore di football americano statunitense
- 1998 - Anthony Lamb, cestista statunitense
- 1998 - Horațiu Moldovan, calciatore rumeno
- 1998 - Lucas Peyresblanques, rugbista a 15 francese
- 1998 - Ezequiel Peña, ex calciatore uruguaiano
- 1998 - Clever Quintana, ex calciatore uruguaiano
- 1998 - Attila Szalai, calciatore ungherese
- 1998 - Frances Tiafoe, tennista statunitense
- 1999 - Erik Arušanjan, lottatore ucraino
- 1999 - Johanna Boiardt, ex sciatrice alpina svedese
- 1999 - Oriol Busquets, calciatore spagnolo
- 1999 - Dutherson Clerveaux, calciatore haitiano
- 1999 - Emari Demercado, giocatore di football americano statunitense
- 1999 - Flynn Downes, calciatore inglese
- 1999 - Leemanuel Lamboy, pallavolista portoricano
- 1999 - James Lynch, giocatore di football americano statunitense
- 1999 - Willy Monteiro Duarte, italiano († 2020)
- 1999 - Marko Regža, calciatore lettone
- 1999 - Brooke Schultz, tuffatrice statunitense
- 1999 - Karen Smadja-Clément, sciatrice alpina francese
- 1999 - Keion White, giocatore di football americano statunitense
- 2000 - Cedric Abossolo, lottatore camerunese
- 2000 - Hamdi Akujobi, calciatore olandese
- 2000 - Selemon Barega, mezzofondista etiope
- 2000 - Maame Biney, pattinatrice di short track statunitense
- 2000 - Marco Brescianini, calciatore italiano
- 2000 - Luís Santos, calciatore portoghese
- 2000 - Vitor Gabriel, calciatore brasiliano
- 2000 - Julien Conus, giocatore di football americano svizzero
- 2000 - Cristian Cásseres Jr., calciatore venezuelano
- 2000 - Alima Dembélé, cestista maliana
- 2000 - Tyler Herro, cestista statunitense
- 2000 - Elias Kristoffersen Hagen, calciatore norvegese
- 2000 - Arijan Lakić, cestista serbo
- 2000 - Ayo Akinola, calciatore statunitense
- 2000 - Riccardo Orsoni, marciatore italiano
- 2000 - Bianca Panconi, attrice e modella italiana
- 2000 - Heather Payne, calciatrice irlandese
- 2000 - Jesse Rodriguez, pugile statunitense
- 2000 - Mike Singer, cantante e attore tedesco
- 2000 - O'Cyrus Torrence, giocatore di football americano statunitense
- 2000 - Matteo Tramoni, calciatore francese

## XXI secolo(47)
- 2001 - Hugo Benitez, cestista francese
- 2001 - Sonny Carey, calciatore inglese
- 2001 - Brooks Curry, nuotatore statunitense
- 2001 - Cheikh Diamanka, calciatore senegalese
- 2001 - Amar Memić, calciatore bosniaco
- 2001 - Hirut Meshesha, mezzofondista etiope
- 2001 - Dadrion Taylor-Demerson, giocatore di football americano statunitense
- 2001 - Lucas Freitas, calciatore brasiliano
- 2001 - Cem Üstündag, calciatore austriaco
- 2002 - Andrés Arroyo, calciatore colombiano
- 2002 - Aleksandra Bojkova, pattinatrice artistica su ghiaccio russa
- 2002 - Giacomo Di Napoli, aviatore e nuotatore italiano († 2022)
- 2002 - Maya Dorf, nuotatrice artistica israeliana
- 2002 - Yasin Haji, mezzofondista etiope
- 2002 - Taiga Hata, calciatore giapponese
- 2002 - Luan Patrick, calciatore brasiliano
- 2002 - Jovan Lukić, calciatore serbo
- 2002 - Alastair MacKellar, ciclista su strada e pistard australiano
- 2002 - Arnaud Kalimuendo, calciatore francese
- 2002 - Vojtěch Novák, calciatore ceco
- 2002 - Bećir Omeragić, calciatore svizzero
- 2002 - Thalisson Gabriel, calciatore brasiliano
- 2002 - Suf Podgoreanu, calciatore israeliano
- 2002 - Tadese Worku, mezzofondista etiope
- 2003 - Tekan Berhe, mezzofondista etiope
- 2003 - Jack Doohan, pilota automobilistico australiano
- 2003 - Ángel Estrada, calciatore messicano
- 2003 - Luis-Joe Lührs, ciclista su strada e pistard tedesco
- 2003 - Xeniya Makarova, nuotatrice artistica kazaka
- 2003 - J.J. McCarthy, giocatore di football americano statunitense
- 2003 - Ervin Omić, calciatore austriaco
- 2003 - Abdullah Radif, calciatore saudita
- 2003 - Antonia Ružić, tennista croata
- 2003 - Darío Serra, calciatore spagnolo
- 2003 - Floris Smand, calciatore olandese
- 2004 - Braelon Allen, giocatore di football americano statunitense
- 2004 - Anthony Black, cestista statunitense
- 2004 - Juan Cruz Cerrudo, calciatore argentino
- 2004 - Ali Jasim, calciatore iracheno
- 2004 - Mads Enggård, calciatore danese
- 2004 - Artur Gajdoš, calciatore slovacco
- 2004 - Markus Karlsson, calciatore svedese
- 2004 - Burak İnce, calciatore turco
- 2005 - Ermias Girma, mezzofondista etiope
- 2005 - Enso González, calciatore paraguaiano
- 2005 - Emily Wörle, sciatrice alpina tedesca
- 2010 - Indica Watson, attrice britannica

## Senza anno specificato(2)
- Francesco Bartolomeo Conti, compositore italiano († 1732)
- Petrus Jacobus Joubert, politico e generale boero († 1900)